# Wilhelm Korfmacher
Wilhelm Korfmacher (* 1787 in Boslar; † 5. März 1860 in Linnich) war ein deutscher Orgelbauer.

## Leben
Korfmacher war im Aachener Raum und im benachbarten Belgien tätig. Schon sein Vater Peter Josef Korfmacher war seit 1805 als Orgelbauer in Linnich tätig. 1838 übernahm Wilhelm Korfmacher die elterliche Werkstatt. Die Werkstatt wurde 1862 von Michael Dauzenberg übernommen, der seit 1843 dort gearbeitet hatte.
In den Jahren nach 1840 war er auch im belgischen Stavelot und Namur an Orgelbauten beteiligt. In dieser Zeit war auch der später berühmte Orgelbauer Joseph Merklin bei ihm angestellt.
Als Besonderheit haben die Orgeln von Wilhelm Korfmacher, die so genannten Romantikorgeln, einen unverwechselbaren und unaufdringlichen Klang.

## Werkliste
| Jahr | Ort        | Gebäude           | Bild | Manuale | Register | Bemerkungen |
| ---- | ---------- | ----------------- | ---- | ------- | -------- | --- |
| 1841 | Stavelot   | St. Sebastian     |      |         |          | |
| 1847 | Aachen     | Dom, Orgel        |      |         | 60       | 1939 neu gestaltet durch Klais |
| 1851 | Buschhoven | Versöhnungskirche |      |         |          | 2001 restauriert durch Klais |
| 1855 | Ederen     | Pfarrkirche       |      |         |          | 1944 zerstört |
| 1858 | Breinig    | Barbarakirche     |      | II/P    | 27       | 1919 Reparatur durch Stahlhut; 1946 Umbau durch Carl Bach; 1982 Grundrestaurierung durch Führer, 2009 Erhaltungssanierung durch Weimbs |